# Ophlitaspongia papilla
Ophlitaspongia papilla är en svampdjursart som beskrevs av James Scott Bowerbank 1866. Ophlitaspongia papilla ingår i släktet Ophlitaspongia och familjen Microcionidae. Inga underarter finns listade i Catalogue of Life.